# El gato de muchas colas
El gato de muchas colas (Cat of Many Tails), es una novela publicada en 1949 por el novelista de misterio Ellery Queen, situada sobre todo en Nueva York, Estados Unidos.

## Argumento
Al inicio de la narración, su protagonista Ellery Queen se muestra dispuesto a abandonar sus actividades detectivescas, a la vista de lo sucedido en un caso anterior, acabado en tragedia:  “La maravilla de diez días” (1948). Pero una extraña serie de hechos le hace desistir de su intención.
Durante más de dos meses, un asesino que se hace llamar “el Gato“ aterroriza las calles de Nueva York. Su técnica es siempre la misma: estrangula a sus víctimas con una cuerda de seda india, rosa salmón para las mujeres y azul celeste para  los hombres. Cuando asesina en el interior de las casas los investigadores no encuentran señales de robo y ni siquiera  huellas dactilares. El asesino  siempre ataca entre las once de la noche y las dos de la mañana. 
Dado que las víctimas, ocho en total, no parecen tener nada en común entre ellos, Ellery plantea dos teorías: una que aparenta ir disminuyendo la edad de las víctimas y otra, llamada  teoría del asesinato múltiple, por la que el criminal desea matar a una cierta persona, pero para evitar ser relacionado mata a otras personas que no tienen nada que ver unos con otros a fin de crear confusión y evitar el riesgo de ser desenmascarado.
Basándose en esta segunda teoría, las sospechas recaen especialmente sobre dos personas, el Sr. Jimmy McKell,  hermano de una de las víctimas -que presentaría como motivo algunas cuestiones testamentarias-  y la Srta. Celeste Philips, enfermera, la hermana de otra de las  víctimas, sospechosa de haber actuado por un interés similar.
Al equipo de investigadores se agrega el psiquiatra Edward Cazalis – al que el Gato había matado a su única nieta - responsable de comprobar el estado de salud mental del asesino. El noveno asesinato permite seguir adelante con la investigación, ya que resulta que la firma del ginecólogo que aparece señalado en el registro de la víctima es el mismo que  en el caso de las otras víctimas: el propio doctor Edward Cazalis. 
Posteriores investigaciones, muestran que Cazalis había sido un prometedor ginecólogo, cuyas aspiraciones se vieron truncadas por una serie de crisis nerviosas debidas a la pérdida de sus dos propios hijos antes de llegar a nacer. Para curarse había ido a Suiza, junto con su esposa, y acabado el tratamiento había decidido iniciar una nueva carrera como psicólogo. 
En colaboración con su padre policía, Ellery entiende que si el Gato es realmente el Dr. Cazalis, la próxima víctima sería una persona llamada Marilyn Soames. Para protegerla, la envía a casa de la enfermera, Celeste Philips, pero esta, que sin querer se había puesto el vestido a cuadros de Marilyn, es atacada por Cazalis, que intentará matarla. 
Afortunadamente, antes del instante fatal, intervienen Jimmy McKell, y Ellery, salvando a la muchacha. El intento de Cazalis de asesinar a Philips deriva en la detención del médico, con lo que la historia parece terminar. Pero Ellery, que todavía se pregunta cómo un hombre racional como Cazalis puede convertirse en un asesino en serie, decide viajar a Austria, donde obtiene la ayuda del profesor Seligman, amigo, psicólogo y exprofesor de psicología Dr. Cazalis, para conseguir la clave de los motivos de los crímenes y el significado de los colores de las cintas de seda usadas por el asesino.

## Valoración
Tras muchas novelas populares de misterio, un programa de radio y una serie de películas,  Ellery Queen plantea en este relato un ejemplo temprano e inusual de lo que se conoce como un asesino en serie o asesino múltiple, antes incluso de que personajes como el llamado “estrangulador de Boston” despertaran el interés de la gente y de los escritores. Una parte considerable del inicio de la narración está dedicada a describir la reacción de la ciudad en general a los acontecimientos de la novela, casi como si la zona neoyorquina de Manhattan fuera un personaje en sí misma, y la novela emplea técnicas narrativas inusuales hasta este momento para Ellery Queen y en general para las novelas de misterio de la época, tales como citar extensos e imaginarios informes de prensa, y un epílogo planteado como "Una nota sobre los nombres".  
Ellery Queen parece haber utilizado por primera vez un enfoque realista sobre los residentes de la ciudad de Nueva York  en esos primeros capítulos de la novela, haciendo  hincapié en las circunstancias reales de la vida de neoyorquinos de todas las clases  sociales, personas representativas de diversos sectores de la vida en la ciudad, aunque en general un poco excéntricos. Hay tantas breves viñetas en esos capítulos, que el libro puede parecer más una secuencia de pequeñas historias que una novela. Al cabo el argumento semeja más una cacería humana que un misterio, aunque con el habitual toque limpio y una extraordinaria escena entre el detective protagonista y el psiquiatra.
La siguiente novela de Ellery Queen, ambientada en la pequeña población de Wrightsville será "Double, Double", publicada en español con el título "Crímenes al por mayor". "El gato de muchas colas" fue editada en España por Ed. German Plaza y en Argentina por Ed. Hachette.